# Sutton with Howgrave
Sutton with Howgrave – civil parish w Anglii, w North Yorkshire, w dystrykcie (unitary authority) North Yorkshire. W 2001 civil parish liczyła 59 mieszkańców.